# Holendrzy
Holendrzy (niderl. Nederlanders) – naród germański zamieszkujący głównie Holandię (prawie 17 mln), a także Stany Zjednoczone (ok. 5 mln osób pochodzenia holenderskiego), Francję, Kanadę, Belgię, Niemcy i holenderskie posiadłości na Morzu Karaibskim. W Południowej Afryce mieszka około 5 milionów Afrykanerów, którzy są w dużej mierze potomkami holenderskich osadników.
W XVI wieku Holendrzy uzyskali niepodległość i w następnym stuleciu stali się morską i handlową potęgą.
Kolonistów holenderskich osiedlających się na ziemiach I Rzeczypospolitej nazywano „Olędrami”.